# Gemeine-Welt-Syndrom
Gemeine-Welt-Syndrom (englisch mean world syndrome) bezeichnet eine Theorie aus dem Bereich der Kultivationshypothese in der Psychologie und geht auf den Medienpsychologen George Gerbner zurück, der sich mehr als 20 Jahre mit der Fragestellung beschäftigte und diesen Ausdruck in einer Arbeit 1990 einführte.
Das Gemeine-Welt-Syndrom beschreibt eine bestimmte menschliche Reaktion auf den langanhaltenden und alltäglichen Konsum von Gewaltdarstellungen im Fernsehen (siehe auch Fiktionale Gewalt#Film und Fernsehen). Demnach würden die Betroffenen zu der Einschätzung kommen, dass die sie umgebende Welt und andere Menschen einen für sie bedrohlichen Charakter hätten, Gewalt und Gefahr würden verstärkt als alltäglich und normal angesehen. Dazu könnten sich bei manchen der Betroffenen allgemeine Ängste und Depressionen einstellen. Die normale Umwelt werde mit einem vermehrten Misstrauen betrachtet, Vielseher (englisch heavy viewers) sähen sich in diesem Zusammenhang vermehrt in einer Opferrolle.